# Bibliotekernes Netguide
Bibliotekernes Netguide var en internettjeneste med frit tilgængelige links til over 6.500 steder på nettet både danske og udenlandske udvalgt og beskrevet af 125 bibliotekarer, som med deres erfaring gav guidens kvalitet og aktualitet. Guiden blev opdateret dagligt. Guiden henvendte sig fortrinsvis til unge og voksne. Guiden blev nedlagt 4. januar 2011.
Bibliotekernes Netguide udvalgte links om forskellige emner. 
Brugerne havde også mulighed for at lægge deres egne favoritlinks ind og tilføje tags til andres links. Brugernes links var samlet i linkoversigterne under overskriften Brugernes links.
Bibliotekernes Netguide var inddelt i 31 kategorier. Der var desuden mulighed for fritekstsøgning og systematisk søgning via emneord. 
Bibliotekernes Netguide sammenstillede fire årlige temaer om aktuelle emner. Temaerne skabte overblik og var velegnede til opgaveløsning. Via kategorien Aktuelle links kunne man holde sig orienteret om nyheder fra både offentlige og private institutioner og organisationer og med nyhedsbrevet kunne man følge med i de nyeste links.
Bibliotekernes Netguide var et samarbejde mellem 30 større danske folkebiblioteker og var støttet økonomisk af Styrelsen for Bibliotek og Medier.